# Konstsim vid världsmästerskapen i simsport 2024 – Damernas fria parprogram
Damernas fria parprogram i konstsim vid världsmästerskapen i simsport 2024 avgjordes mellan den 7 och 8 februari 2024 i Aspire Dome i Doha i Qatar.
Kinesiska Wang Liuyi och Wang Qianyi tog guld, nederländska Bregje de Brouwer och Noortje de Brouwer tog silver samt brittiska Kate Shortman och Isabelle Thorpe tog brons.

## Resultat
Kvalet startade den 7 februari klockan 09:30. Finalen startade den 8 februari klockan 14:00.
Grön bakgrund betyder att konstsimmarna gick vidare till finalen
| Placering | Simmare                                    | Nationalitet   | Kval     | Kval      | Final            | Final            |
| Placering | Simmare                                    | Nationalitet   | Poäng    | Placering | Poäng            | Placering        |
| --------- | ------------------------------------------ | -------------- | -------- | --------- | ---------------- | ---------------- |
| 1         | Wang Liuyi Wang Qianyi                     | Kina           | 250,8438 | 1         | 250,7729         | 1                |
| 2         | Bregje de Brouwer Noortje de Brouwer       | Nederländerna  | 244,2439 | 2         | 250,4979         | 2                |
| 3         | Kate Shortman Isabelle Thorpe              | Storbritannien | 237,1042 | 3         | 247,2626         | 3                |
| 4         | Alisa Ozhogina Iris Tió                    | Spanien        | 236,9958 | 4         | 243,9918         | 4                |
| 5         | Audrey Lamothe Jacqueline Simoneau         | Kanada         | 234,9855 | 5         | 239,0563         | 5                |
| 6         | Sofia Malkogeorgou Evangelia Platanioti    | Grekland       | 232,8188 | 6         | 236,7834         | 6                |
| 7         | Linda Cerruti Lucrezia Ruggiero            | Italien        | 231,1168 | 8         | 233,9957         | 7                |
| 8         | Maryna Aleksijiva Vladyslava Aleksijiva    | Ukraina        | 232,3936 | 7         | 233,1437         | 8                |
| 9         | Shelly Bobritsky Ariel Nassee              | Israel         | 226,7439 | 9         | 228,4708         | 9                |
| 10        | Hur Yoon-seo Lee Ri-young                  | Sydkorea       | 215,2875 | 10        | 213,5979         | 10               |
| 11        | Kyra Hoevertsz Mikayla Morales             | Aruba          | 196,3771 | 11        | 199,0876         | 11               |
| 12        | Melisa Ceballos Estefania Roa              | Colombia       | 190,4313 | 12        | 185,7103         | 12               |
| 13        | Noemi Büchel Leila Marxer                  | Liechtenstein  | 189,4106 | 13        | Gick inte vidare | Gick inte vidare |
| 14        | Arina Pushkina Yasmin Tuyakova             | Kazakstan      | 188,3146 | 14        | Gick inte vidare | Gick inte vidare |
| 15        | Johanna Bleyer Klara Bleyer                | Tyskland       | 186,8874 | 15        | Gick inte vidare | Gick inte vidare |
| 16        | Nadine Barsoum Hana Hiekal                 | Egypten        | 183,8062 | 16        | Gick inte vidare | Gick inte vidare |
| 17        | Laura Miccuci Gabriela Regly               | Brasilien      | 179,1250 | 17        | Gick inte vidare | Gick inte vidare |
| 18        | Chiara Diky Lea Anna Krajčovičová          | Slovakien      | 177,6645 | 18        | Gick inte vidare | Gick inte vidare |
| 19        | Maria Gonçalves Cheila Vieira              | Portugal       | 172,4542 | 19        | Gick inte vidare | Gick inte vidare |
| 20        | Yvette Chong Debbie Soh                    | Singapore      | 170,9959 | 20        | Gick inte vidare | Gick inte vidare |
| 21        | Carolyn Buckle Kiera Gazzard               | Australien     | 161,2521 | 21        | Gick inte vidare | Gick inte vidare |
| 22        | Thea Grima Buttigieg Emily Ruggier         | Malta          | 158,6000 | 22        | Gick inte vidare | Gick inte vidare |
| 23        | Pongpimporn Pongsuwan Supitchaya Songpan   | Thailand       | 153,1542 | 23        | Gick inte vidare | Gick inte vidare |
| 24        | María Ccoyllo Adriana Toulier              | Peru           | 151,1249 | 24        | Gick inte vidare | Gick inte vidare |
| 25        | Karolína Klusková Aneta Mrázková           | Tjeckien       | 150,6167 | 25        | Gick inte vidare | Gick inte vidare |
| 26        | Blanka Barbócz Angelika Bastianelli        | Ungern         | 150,5209 | 26        | Gick inte vidare | Gick inte vidare |
| 27        | Duru Kanberoğlu Bade Yıldız                | Turkiet        | 149,1166 | 27        | Gick inte vidare | Gick inte vidare |
| 28        | Cesia Castaneda Grecia Mendoza             | El Salvador    | 143,1771 | 28        | Gick inte vidare | Gick inte vidare |
| 29        | Mari Alavidze Tekla Gogilidze              | Georgien       | 141,7354 | 29        | Gick inte vidare | Gick inte vidare |
| 30        | Diana Onkes Ziyodakhon Toshkhujaeva        | Uzbekistan     | 140,4958 | 30        | Gick inte vidare | Gick inte vidare |
| 31        | Agustina Medina Lucía Ververis             | Uruguay        | 137,9854 | 31        | Gick inte vidare | Gick inte vidare |
| 32        | María Alfaro Anna Mitinian                 | Costa Rica     | 118,6812 | 32        | Gick inte vidare | Gick inte vidare |
| 33        | Nina Brown Eva Morris                      | Nya Zeeland    | 116,8854 | 33        | Gick inte vidare | Gick inte vidare |
| 34        | Tiziana Bonucci Luisina Caussi             | Argentina      | 111,6167 | 34        | Gick inte vidare | Gick inte vidare |
| 35        | Gabriel Zhou Lam Cheng Tong                | Macao          | 105,5105 | 35        | Gick inte vidare | Gick inte vidare |
| 36        | Gabriela Alpajón Dayaris Varona            | Kuba           | 100,2688 | 36        | Gick inte vidare | Gick inte vidare |
| 37        | Hilda Tri Julyandra Gabrielle Permata Sari | Indonesien     | 87,5688  | 37        | Gick inte vidare | Gick inte vidare |
| 38        | Grace Borrebach Kyra van den Berg          | Curaçao        | 81,0250  | 38        | Gick inte vidare | Gick inte vidare |
| –         | Jennah Hafsi Noah Kroon                    | Marocko        | 0DNS0    | 0DNS0     | 0DNS0            | 0DNS0            |
| –         | Jessica Hayes-Hill Laura Strugnell         | Sydafrika      | 0DNS0    | 0DNS0     | 0DNS0            | 0DNS0            |